# Ferrari SF21
Der Ferrari SF21 ist der Formel-1-Rennwagen von Ferrari für die Formel-1-Weltmeisterschaft 2021. Er ist der 54. Ferrari-Formel-1-Wagen und wurde am 10. März 2021 in Maranello präsentiert.
Die Bezeichnung des Wagens setzt sich aus der Abkürzung des Teamnamens, SF (für Scuderia Ferrari), und der Zahl 21 als Anlehnung an die Saison 2021 zusammen.

## Technik und Entwicklung
Wie alle Formel-1-Fahrzeuge des Jahres 2021 ist der Ferrari SF21 ein hinterradangetriebener Monoposto mit einem Monocoque aus kohlenstofffaserverstärktem Kunststoff (CFK). Außer dem Monocoque bestehen auch viele weitere Teile des Fahrzeugs, darunter die Karosserieteile und das Lenkrad aus CFK. Auch die Bremsscheiben sind aus einem mit Kohlenstofffasern verstärkten Verbundwerkstoff.
Der SF21 ist das Nachfolgemodell des Ferrari SF1000. Da das technische Reglement zur Saison 2021 weitgehend stabil blieb, ist das Fahrzeug größtenteils eine Weiterentwicklung.
Angetrieben wird der SF21 von einem 1,6-Liter-V6-Motor von Ferrari in der Fahrzeugmitte mit Turbolader sowie einem 120 kW starken Elektromotor; es ist also ein Hybridelektrokraftfahrzeug. Das sequentielle Getriebe des Wagens hat acht Gänge. Der Gangwechsel wird über Schaltwippen am Lenkrad ausgelöst. Das Fahrzeug hat nur zwei Pedale, ein Gaspedal (rechts) und ein Bremspedal (links). Genau wie viele andere Funktionen wird die Kupplung, die nur beim Anfahren aus dem Stand gebraucht wird, über einen Hebel am Lenkrad bedient.
Die Gesamtbreite des Fahrzeugs beträgt 2000 mm, die Breite zwischen Vorder- und Hinterachse 1600 mm, die Höhe 950 mm. Der Frontflügel hat eine Breite von 2000 mm, der Heckflügel von 1050 mm sowie eine Höhe von 820 mm. Der Diffusor ist 175 mm hoch und 1050 mm breit. Der Wagen ist mit 305 mm breiten Vorderreifen und mit 405 mm breiten Hinterreifen des Einheitslieferanten Pirelli ausgestattet, die auf 13-Zoll-Rädern montiert sind.
Der SF21 hat, wie alle Formel-1-Fahrzeuge seit 2011, ein Drag Reduction System (DRS), das durch Flachstellen eines Teils des Heckflügels den Luftwiderstand des Fahrzeugs auf den Geraden verringert, wenn es eingesetzt werden darf. Auch das DRS wird mit einem Schalter am Lenkrad des Wagens aktiviert.
Der SF21 ist mit dem Halo-System ausgestattet, das einen zusätzlichen Schutz für den Kopf des Fahrers bietet.

## Lackierung und Sponsoring
Der SF21 ist überwiegend im klassischen Rot lackiert, wobei die Farbe zum Heck hin in einen dunkleren Rotton übergeht. Ergänzt wird die Lackierung durch graue Elemente u. a. an Front- und Heckflügel. Das Logo der Kampagne Mission Winnow von Hauptsponsor Philip Morris auf der Motorabdeckung ist hingegen in Grün gehalten und hebt sich so vom Rest des Fahrzeugs ab. Wie beim Vorgänger wurde eine matte Lackierung verwendet.
Neben dem Hauptsponsor Philip Morris werben unter anderem Kaspersky Lab, Mahle, Pirelli, Ray-Ban, Shell und UPS auf dem Fahrzeug.

## Fahrer
Ferrari trat in der Saison 2021 mit der Fahrerpaarung Charles Leclerc und Carlos Sainz jr. an. Leclerc bestritt seine dritte Saison für das Team, Sainz wechselte von McLaren zu Ferrari und ersetzte Sebastian Vettel, der zu Aston Martin wechselte.

## Ergebnisse
| Fahrer                          | Nr.                             | 1 | 2 | 3  | 4 | 5   | 6 | 7  | 8 | 9 | 10 | 11  | 12 | 13 | 14 | 15 | 16 | 17 | 18 | 19  | 20 | 21 | 22 | Punkte | Rang |
| ------------------------------- | ------------------------------- | - | - | -- | - | --- | - | -- | - | - | -- | --- | -- | -- | -- | -- | -- | -- | -- | --- | -- | -- | -- | ------ | ---- |
| Formel-1-Weltmeisterschaft 2021 | Formel-1-Weltmeisterschaft 2021 |   |   |    |   |     |   |    |   |   |    |     |    |    |    |    |    |    |    |     |    |    |    | 323,5  | 3.   |
| C. Leclerc                      | 16                              | 6 | 4 | 6  | 4 | DNS | 4 | 16 | 7 | 8 | 2  | DNF | 8  | 5  | 4  | 15 | 4  | 4  | 5  | 5   | 8  | 7  | 10 | 323,5  | 3.   |
| C. Sainz                        | 55                              | 8 | 5 | 11 | 7 | 2   | 8 | 11 | 6 | 5 | 6  | 3   | 10 | 7  | 6  | 3  | 8  | 7  | 6  | 363 | 7  | 8  | 3  | 323,5  | 3.   |

| Legende  | Legende            | Legende                                                          |
| Farbe    | Abkürzung          | Bedeutung                                                        |
| -------- | ------------------ | ---------------------------------------------------------------- |
| Gold     | –                  | Sieg                                                             |
| Silber   | –                  | 2. Platz                                                         |
| Bronze   | –                  | 3. Platz                                                         |
| Grün     | –                  | Platzierung in den Punkten                                       |
| Blau     | –                  | Klassifiziert außerhalb der Punkteränge                          |
| Violett  | DNF                | Rennen nicht beendet (did not finish)                            |
| Violett  | NC                 | nicht klassifiziert (not classified)                             |
| Rot      | DNQ                | nicht qualifiziert (did not qualify)                             |
| Rot      | DNPQ               | in Vorqualifikation gescheitert (did not pre-qualify)            |
| Schwarz  | DSQ                | disqualifiziert (disqualified)                                   |
| Weiß     | DNS                | nicht am Start (did not start)                                   |
| Weiß     | WD                 | zurückgezogen (withdrawn)                                        |
| Hellblau | PO                 | nur am Training teilgenommen (practiced only)                    |
| Hellblau | TD                 | Freitags-Testfahrer (test driver)                                |
| ohne     | DNP                | nicht am Training teilgenommen (did not practice)                |
| ohne     | INJ                | verletzt oder krank (injured)                                    |
| ohne     | EX                 | ausgeschlossen (excluded)                                        |
| ohne     | DNA                | nicht erschienen (did not arrive)                                |
| ohne     | C                  | Rennen abgesagt (cancelled)                                      |
| ohne     | keine WM-Teilnahme |                                                                  |
| sonstige | P/fett             | Pole-Position                                                    |
| sonstige | 1/2/3/4/5/6/7/8    | Punktplatzierung im Sprint-/Qualifikationsrennen                 |
| sonstige | SR/kursiv          | Schnellste Rennrunde                                             |
| sonstige | *                  | nicht im Ziel, aufgrund der zurückgelegten Distanz aber gewertet |
| sonstige | ()                 | Streichresultate                                                 |
| sonstige | unterstrichen      | Führender in der Gesamtwertung                                   |